# Sutvara (otok)
Sutvara je nenaseljeni hrvatski jadranski otočić. Pripada Korčulanskom otočju, u Pelješkom kanalu, a nalazi se oko 1700 metara od obale Korčule, ispred Lumbarde. Oko 120 metara sjeverno od Sutvare je hrid Škrpinjak, najmanji od 19 otočića Korčulanskog otočja.
Njegova površina iznosi 0,098 km². Dužina obalne crte iznosi 1,3 km.
Na Sutvari se nalazi starokršćanska crkvica sv. Barbare, zaštićeno kulturno dobro.

## Vanjske poveznice
|  | Zajednički poslužitelj ima još gradiva o temi Sutvara (otok) |